# Tramwaje w Constitución
Tramwaje w Constitución − zlikwidowany system komunikacji tramwajowej w mieście Constitución w Chile.

## Historia
Tramwaje konne w Constitución uruchomiono około 1915. Operatorem systemu była spółka Sociedad de Tranvías de Constitución. Sieć tramwajowa licząca 3 km połączyła dworzec kolejowy z portem oraz z plażą. Rozstaw szyn wynosił 1000 mm. Do obsługi sieci posiadano 9 wagonów. W 1930 przewieziono 160 000 pasażerów. System zamknięto w 1934. 